# دهستان دشت حر
دهستان دشت حر نام دهستانی در بخش مرکزی شهرستان ثلاث باباجانی، استان کرمانشاه در ایران است. براساس سرشماری مرکز آمار ایران در سال ۱۳۸۵، جمعیت آن ۷۸۳۱ نفر (۱۵۷۵ خانوار) بوده‌است.